# Чень Жу-Чи
Чень Жу-Чи (20 червня 2002) — тайванська плавчиня. Учасниця Чемпіонату світу з водних видів спорту 2017, де в попередніх запливах на дистанції 50 метрів на спині посіла 39-те місце і не потрапила до півфіналів.